# Eskilstuna Smederna
Smederna Eskilstuna, właśc. Smederna Speedwayförening – żużlowy klub z Eskilstuny (środkowo-południowa Szwecja) założony w 1951 roku. Drużyna startuje w Elitserien – najwyższej szwedzkiej klasie rozgrywkowej. Szesnastokrotny (w tym sześciokrotnie złoty – stan po sezonie 2022) medalista drużynowych mistrzostw Szwecji. W 1973 roku klub wywalczył swój pierwszy tytuł mistrzowski tych rozgrywek, a 4 lata później drugi. W latach 2017–2019 klub zostawał mistrzem Szwecji trzy razy z rzędu, co nie udało się żadnej drużynie od 1994 roku.

## Osiągnięcia
- Drużynowe Mistrzostwa Szwecji:
  - złoto: 6 (1973, 1977, 2017, 2018, 2019 i 2022)
  - srebro: 6 (1951, 1952, 1975, 1993, 2003 i 2021)
  - brąz: 4 (1953, 1972, 1978 i 1982)

## Skład na sezon 2022
Stan na marzec 2022
- Joel Andersson
- Pontus Aspgren
- Max Belsing
- Daniel Bewley
- Matic Ivačič
- Michael Jepsen Jensen
- Robert Lambert
- Johannes Stark
- Patryk Wojdyło
- Kacper Woryna
- Grzegorz Zengota

## Znani i wyróżniający się zawodnicy
W nawiasie podano lata startów dla klubu.
- Bernt Persson (1964, 1966–1968, 1977–1983)
- Tommy Jansson (1969–1976)
- Bengt Jansson (1973–1978)
- Olli Tyrväinen (1985–1997)
- Magnus Zetterström (1989–1990, 1993–2001, 2009, 2012–2016)
- Peter Nahlin (1986–1996, 2001–2004)
- Billy Hamill (1991, 1993–2006)
- Mark Loram (1999–2000)
- Nicki Pedersen (2002–2005)
- Krzysztof Kasprzak (2003–2009)
- Michael Jepsen Jensen (2017–)
- Fredrik Lindgren (2018–2019)
- Robert Lambert (2022–)